# SMS Erzherzog Ferdinand Max (1905)
Az SMS Erzherzog Ferdinand Max az Osztrák–Magyar Monarchia Erzherzog Karl osztályú pre-dreadnought csatahajója (Linienschiffe) volt az első világháborúban. A testvérhajói az SMS Erzherzog Karl  és az SMS Erzherzog Friedrich volt.

## Pályafutása
1904. március 9-én megkezdődött az építése. 1905. február 20-án I. Ferenc József császár jóváhagyta a nevét. Május 21-én vízrebocsátották. A keresztanya Mária Jozefa főhercegné volt, Károly főherceg anyja. A teljes hajóraj megjelent az eseményen, amelynek kötelékében 1910-ben szolgált. Január 21-én 2 óra és 30 perc alatt 1050 t szenet rakodott be, azaz óránként 420 tonnát. Hosszú ideig ez volt a legjobb szenelési eredmény. Február 26-án kifutott Pólából és a hajórajjal egy földközi-tengeri cirkálásra indult. 1911-ben megemelték a 90 cm-es fényszórók számát.
1914. március 25-én kivonták a szolgálatból. Augusztus 1-jén újra szolgálatba állították a 3. Divízióba. Augusztus 4-én kifutott Zelenikából és Sabbioncellóhoz hajózott. Augusztus 5-én befutott Pólába és a 35. számú bójához kötött ki. Augusztus 7-én az 1. és a 2. Divízióval kifutott Pólából a Goeben és a Breslau elé. 15 csomós sebességgel a Mulo Szirt világítótornyáig hajózott, majd onnan az akció lefújása miatt visszafordult. A következő napokban harcászati és lőgyakorlatokat tartott Póla előtt a Fasana-csatornában. December 20-án a motorcsónakjai segítettek a Curie francia tengeralattjáró elsüllyesztésében, s felszedték a tengeralattjáró parancsnokát és három emberét. Augusztustól az év végéig 12 gyakorló utat tett.
1915. március 15-én Fasana előtt lőgyakorlatot tartott. Május 24-én részt vett Ancona bombázásában. Május 27-én a csónakjaival ellenséges tengeralattjárókat üldözött. Kirakták a torpedók elleni védőhálókat, majd 29-én beszedték őket. Május 30-án a Póla felett megjelenő léghajóra tüzelt. Az év végéig négy kisebb akciót hajtott végre ellenséges tengeralattjárók ellen. Június 7-én és augusztus 5-én léghajókra nyitott tüzet.
1916. március 17-én egy 7 cm/L50-es légvédelmi löveget szereltek fel az elülső lövegtorony tetejére, majd április 1-19. között páncélrácsozatot a gépházi nyílások, a gép- és áramfejlesztőterek fölé, a repülőbombák elleni védelem céljából. Ezt követően lőgyakorlatokat hajtott végre. Július 22-én egy második 7 cm-es légvédelmi löveget kapott. Szeptember végén egy 5 m-es fesztávolságú távolságmérővel szerelték fel. Az év folyamán hét lőgyakorlaton és két légvédelmi lőgyakorlaton vett részt. 1917. február 9-20. között dokkban állt. Július 25-én leszerelték a torpedó védőhálóit. Az év végéig 17 légitámadást vert vissza, közben Póla előtt tett kisebb utakat.
1918. február 2-án a 3. Divízióval kifutott Pólából a cattarói matrózlázadás miatt. Március 11-én tért vissza. Március 19-én a 3. mint nehézhajó Divízióval a Torpedó Flottillához osztották be. Május 9-én kifutott Pólából. Május 13-án a Cattarói-öbölbe érkezett. Május 27-én az Otrantói-szorosba hajózott, majd légitámadást kapott. Június 1-jén egy léghajóra tüzelt. November 1-jén a Cattarói-öbölben tartózkodott. 1920-ban Nagy Britanniának ítélték. A britek eladták lebontásra az olaszoknak. 1921-ben Genovában szétbontották.

## A hajó neve
Ferdinánd Miksa főhercegről, Ferenc József császár legidősebb öccséről nevezték el, aki 1863-ban I. Miksa néven Mexikó császára lett, majd 1867-ben a köztársasági kormány csapatai elfogták és kivégezték.

## Külső hivatkozások
- Az SMS Erzherzog Ferdinand Max a Naval History honlapján[halott link] (angolul)

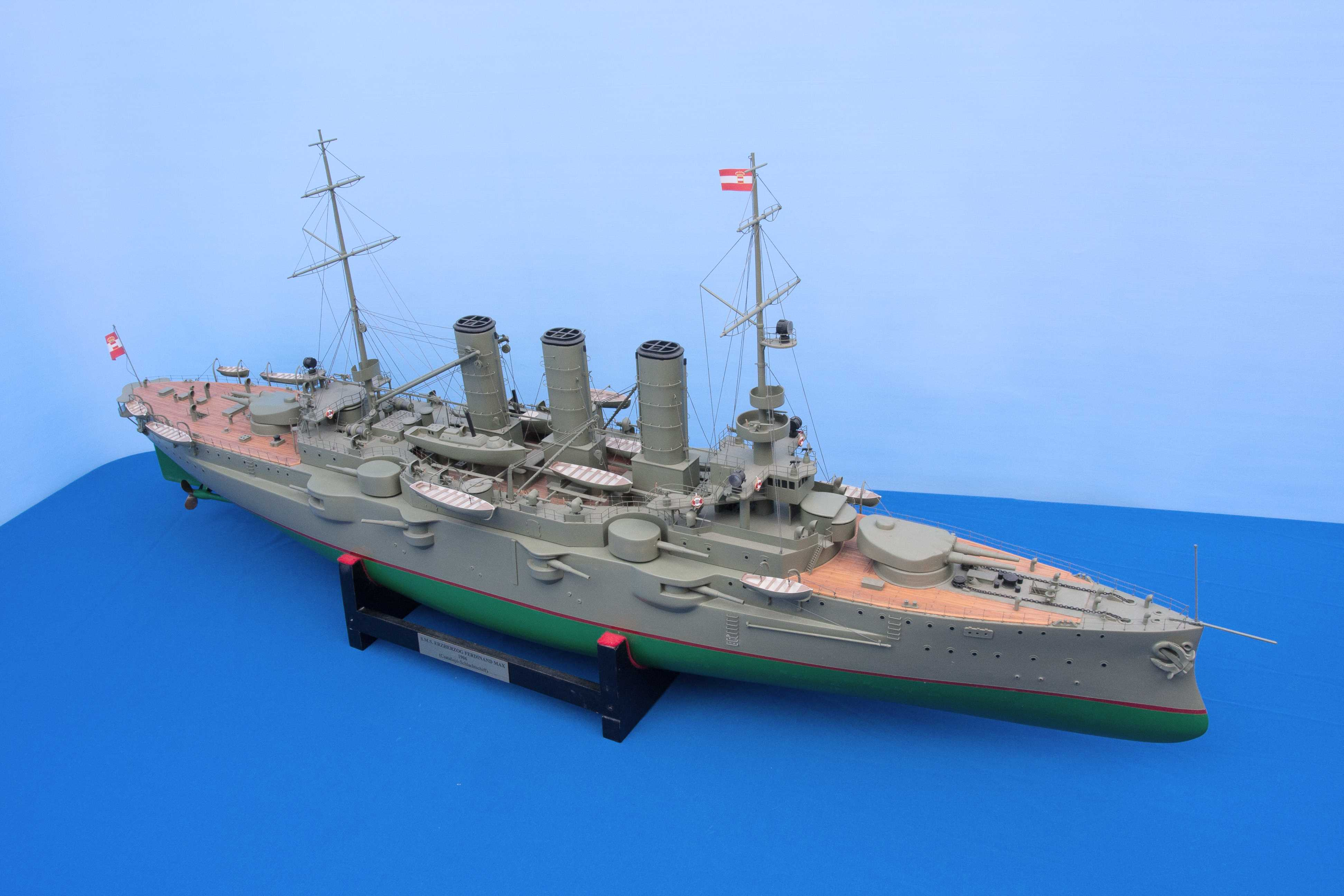
SMS Erzherzog Ferdinand Max csatahajó M1:100 modellje, készítő: dr. Hűvös Ferenc (www.shipmodell.com)